# علياباد (تشالدران)
علياباد (بالفارسية: علیاباد) هي قرية تقع في أذربيجان الغربية في إيران. يقدر عدد سكانها بـ 169 نسمة .